# بوتولام
بوتولام (انگلیسی: Butolame) یک استروژن مصنوعی، استروئیدی و 17β-آمینواستروژن با اثرات ضد انعقاد است که نخستین بار در سال ۱۹۹۳ توصیف شد و هرگز به بازار عرضه نشد.